# Белгодер
Белгодер (фр. Belgodère) насеље је и општина у Француској у региону Корзика, у департману Горња Корзика која припада префектури Калви.
По подацима из 2011. године у општини је живело 498 становника, а густина насељености је износила 38,28 становника/km². Општина се простире на површини од 13,01 km². Налази се на средњој надморској висини од 310 метара (максималној 811 m, а минималној 0 m).

## Демографија
| 1962. | 1968. | 1975. | 1982. | 1990. | 1999. | 2011. |
| ----- | ----- | ----- | ----- | ----- | ----- | ----- |
| 397   | 443   | 367   | 453   | 331   | 371   | 498   |

График промене броја становника у току последњих година